# Iabluniv, Huseatîn
Iabluniv (în ucraineană Яблунів) este localitatea de reședință a comunei Iabluniv din raionul Huseatîn, regiunea Ternopil, Ucraina.

## Demografie
Componența lingvistică a localității Iabluniv
     Ucraineană (99,63%)
     Alte limbi (0,21%)
Conform recensământului din 2001, majoritatea populației localității Iabluniv era vorbitoare de ucraineană (99,63%), existând în minoritate și vorbitori de alte limbi.